# Đào Duy Từ (phường)
Đào Duy Từ là một phường thuộc tỉnh Thanh Hóa, Việt Nam.
Được thành lập ngày 16 tháng 6 năm 2025 trên cơ sở các phường Nguyên Bình, Xuân Lâm của thị xã Nghi Sơn, phường Đào Duy Từ chính thức hoạt động từ ngày 1 tháng 7 năm 2025.

## Địa lý
Phường Đào Duy Từ nằm ở phía đông nam tỉnh Thanh Hóa, có vị trí địa lý:
- Phía đông và phía bắc giáp phường Tĩnh Gia
- Phía tây bắc giáp phường Hải Lĩnh
- Phía tây và phía nam giáp phường Trúc Lâm
- Phía đông nam giáp phường Hải Bình với ranh giới là sông Lạch Bạng.

Phường Đào Duy Từ có diện tích tự nhiên 42,86 km², quy mô dân số năm 2024 là 26.206 người, mật độ dân số đạt 611 người/km².

## Lịch sử
Địa giới hành chính phường Đào Duy Từ trước đây vốn là các phường Nguyên Bình, Xuân Lâm, nằm ở trung tâm thị xã Nghi Sơn.
Ngày 16 tháng 6 năm 2025, thị xã Nghi Sơn bị giải thể do bỏ cấp huyện; phường Đào Duy Từ được thành lập theo Nghị quyết số 1686/NQ-UBTVQH15 của Ủy ban Thường vụ Quốc hội trên cơ sở sáp nhập toàn bộ diện tích tự nhiên và quy mô dân số của 2 phường Nguyên Bình, Xuân Lâm.
Phường này chính thức hoạt động từ ngày 1 tháng 7 năm 2025, là đơn vị hành chính trực thuộc tỉnh Thanh Hóa.

## Hành chính
Phường Đào Duy Từ có 21 tổ chức tự quản. Dưới đây là danh sách các tổ chức tự quản theo địa giới từng phường cũ:
| Mã    | Tên phường  | Hành chính            | Hành chính |
| Mã    | Tên phường  | Số lượng              | Danh sách |
| ----- | ----------- | --------------------- | --- |
| 16609 | Nguyên Bình | 10 tổ dân phố, 5 thôn | Các tổ dân phố: Nổ Giáp 1, Nổ Giáp 2, Phú Quang, Quyết Thắng, Sơn Thắng, Tào Trung, Thành Công, Vạn Thắng 1, Vạn Thắng 2, Xuân Nguyên; các thôn: Đông Yến, Nam Yến, Trung Hậu, Trung Yến, Văn Yên |
| 16627 | Xuân Lâm    | 6 tổ dân phố          | Dự Quần, Dự Quần 1, Sa Thôn, Sa Thôn 4, Vạn Xuân, Vạn Xuân Thành |